# Zadarów
Zadarów (ukr. Задарів, Zadariw) – wieś na Ukrainie w obwodzie tarnopolskim, w rejonie czortkowskim.
We wsi znajdują się cerkiew oraz kaplica.
Do 2020 w rejonie monasterzyskim.

## Ludzie
- Mykoła Wolanski[5] – nauczyciel w 1-klasowej szkole we wsi (m.in. w 1888[6]).